# Joachim Schmidt (Politiker, 1936)
Joachim Schmidt (* 26. Oktober 1936 in Zwickau) ist ein deutscher Politiker (CDU) und ehemaliger Bundestagsabgeordneter.

## Leben
Schmidt machte 1955 sein Abitur in Auerbach/Vogtl. Bis 1956 sammelte er praktische Erfahrungen im über- und untertägigen Bergbau, anschließend studierte er an der Bergakademie Freiberg bis 1961 mit der Fachrichtung Aufbereitungstechnik. Von 1961 bis 1967 arbeitete er als wissenschaftlicher Assistent am Institut für Aufbereitung der Bergakademie Freiberg und von 1968 bis 1990 widmete er sich einer Forschungstätigkeit in der Industrie und im Forschungsinstitut für Nichteisenmetalle Freiberg (FNE). Er wurde zum Ehrensenator der TU Bergakademie Freiberg und zum Mitglied des Kuratoriums der Arbeitsgemeinschaft industrieller Forschungsvereinigungen „Otto von Guericke“ e. V. (AiF) ernannt.

## Politik
Bis 1989 engagierte er sich parteilos in der Politik, anschließend war er bis 1990 Mitglied der Bürgerbewegung Freiberg/Sachsen. Seit Juni 1990 war Schmidt Mitglied der CDU und darin Mitglied des Präsidiums der Sächsischen Union. 1990 wurde er für die CDU auch in den Bundestag gewählt, von 1992 bis 1999 war er auch Vorsitzender der CDU-Landesgruppe Sachsen. Er war Berichterstatter der CDU/CSU-Fraktion für die ostdeutsche Forschung. Schmidt schied nach Ende der vierzehnten Legislaturperiode aus dem Bundestag aus.

## Weblink
- Biographie beim Deutschen Bundestag

| Personendaten    | Personendaten                  |
| ---------------- | ------------------------------ |
| NAME             | Schmidt, Joachim               |
| KURZBESCHREIBUNG | deutscher Politiker (CDU), MdB |
| GEBURTSDATUM     | 26. Oktober 1936               |
| GEBURTSORT       | Zwickau                        |